# Onthophagus leytensis
Onthophagus leytensis är en skalbaggsart som beskrevs av Teruo Ochi och Kunio Araya 1992. Onthophagus leytensis ingår i släktet Onthophagus och familjen bladhorningar. Inga underarter finns listade i Catalogue of Life.